# بخش مشراگه
بخش مشراگه یکی از بخش‌های تابعه شهرستان رامشیر در استان خوزستان در جنوب غربی ایران است.

## تقسیمات کشوری
- بخش مشراگه
  - دهستان آزاده
  - دهستان مشراگه

## جمعیت
بنابر سرشماری مرکز آمار ایران، جمعیت بخش مشراگه شهرستان رامشیر در سال ۱۳۸۵ برابر با ۱۵۰۳۳ نفر بوده است.